# James Riordan
James Riordan (* 10. Oktober 1936 in Portsmouth; † 10. Februar 2012) war ein englischer Schriftsteller, Sporthistoriker, Volkskundler und Wissenschaftler für russische Sprache und Literatur. Er ist vor allem bekannt durch seine wissenschaftlichen Arbeiten zum Sport in der UdSSR und für seine Kinderbücher.

## Leben
Nach seinem Abitur (4 A-Levels) in Portsmouth absolvierte er seinen Wehrdienst bei der Luftwaffe (1955–1957), die ihn wegen seiner Sprachbegabung intensiv Russisch an der Militärsprachschule in Bodmin, Cornwall, lernen ließ und zu einem Einsatz in Berlin führte. Unmittelbar nach Ende des Wehrdienstes trat er in die Kommunistische Partei Großbritanniens (CPGB) ein, der er bis zu deren Selbstauflösung 1991 angehörte. Von 1957 bis 1960 studierte er Russisch an der Universität Birmingham, die er mit einem Bachelor-Abschluss 1960 verließ und sich am London Institute of Education für das Lehramt qualifizierte. Anschließend siedelte er nach Moskau über und studierte als Stipendiat an der Parteihochschule der KPdSU. Hier lernte er den englischen Spion Guy Burgess (den er nach seinem Tod mit zu Grabe trug), Ho Chi Minh und Nikita Sergejewitsch Chruschtschow kennen. Alexander Dubček war einer seiner Kommilitonen. Nach seinem Diplom in Politischen Wissenschaften (1962) arbeitete er als Übersetzer und Lektor für die Auslandsabteilung des Parteiverlages Progress Publishing und spielte in der 2. Mannschaft von Spartak Moskau Fußball. Seine erste Frau Annick hatte ihn nach Moskau begleitet, die ersten beiden seiner Kinder sind in Moskau geboren. 1965, nach fünf Jahren in der UdSSR, kam er nach England zurück, setzte ein Promotionsstudium an der University of Birmingham fort und schrieb an seiner Dissertation. Zur Finanzierung arbeitete er als Barmann, als Schornsteinfeger (wie sein Großvater), Kellner, Eisenbahnschaffner, Handelsreisender und als Tanzmusiker (Kontrabass). 1971 wurde er von der University of Bradford als Lektor für Russisch angestellt. 1975 wurde er mit seinem bahnbrechenden Werk Sport in Soviet Society (noch heute das Standardwerk) in Sozialwissenschaften von der University of Birmingham promoviert. Als Buch erschien die Dissertation 1977 bei Cambridge University Press. Als Kommunist fand er an der Universität Bradford zwar eine Anstellung, erlebte aber in 18 Jahren keine Beförderung. 1980 war er der britische Attaché bei den Olympischen Sommerspielen 1980 in Moskau. Er verließ Bradford 1989, wohnte wieder in Portsmouth und wechselte zur University of Surrey (Guildford), wo er innerhalb kürzester Zeit zum Direktor des Instituts für Russische Studien, dem Direktor der School of Language and International Studies aufstieg und zum Professor ernannt wurde. Nach seinem Ruhestand (2002) war er Gastprofessor an der University of Worcester.
Schon früh hatte er angefangen, neben den sport- und politikwissenschaftlichen Werken Märchen der Tataren (seine zweite Frau Rashida war Tatarin), aus Sibirien und anderen Sowjetrepubliken zu sammeln und russische Märchen zum ersten Mal auf Englisch nachzuerzählen. Schließlich veröffentlichte er über 100 Bände mit Märchen aus der ganzen Welt. Als Vater von vier Töchtern und einem Sohn zeigen seine Geschichten häufig starke Mädchen-/Frauenfiguren. Er veröffentlichte 20 wissenschaftliche Werke über Sport und Politik und war politischer Kommentator für die BBC und verschiedene Tageszeitungen. Schließlich schrieb er acht Romane und eine Autobiographie. In Deutschland war er vor allem in der Sportgeschichte durch seine Zusammenarbeit an vier Büchern mit Arnd Krüger bekannt.

## Wissenschaftliche Bedeutung
James Riordan zeigte zu Zeiten des Kalten Krieges die menschliche Seite der Sowjetunion. Er machte deutlich, dass es erhebliche Unterschiede zwischen der jeweils dominierenden Ideologie und den verschiedenen Strömungen innerhalb von Partei und Staat gab. Mit seiner historischen Tiefe, breitgefächerten Aspekten menschlicher Existenz und seinem Verständnis für die Russische Seele brachte er dem Westen die UdSSR und seine Menschen näher. Durch seine international vergleichenden Arbeiten zum Kommunismus zeigte er das gesamte Spektrum dessen, was einen Einfluss auf das Denken des 19. und 20. Jahrhunderts hatte. Er selbst bezeichnete sich als „a working-class oik from Portsmouth“ („der Proll aus Portsmouth“). Es gelang ihm aber hierdurch, eine eigene, in keiner Weise akademisch abgehobene Sichtweise zu behalten.

## Ehrungen
- Dr. h. c. der Universität Stendhal Grenoble
- Präsident, dann Fellow des European Committee for Sports History
- Fellow der Royal Society of Arts
- NASEN Book Award
- South Lanarkshire Book Award

## Werke
- Sport in soviet society: development of sport and physical education in Russia and the USSR / James Riordan. Cambridge: Cambridge Univ. Press, 1977, (partially Birmingham, Univ., Diss.). ISBN 0-521-21284-7.
- Mit Arnd Krüger (Hrsg.): Sport in European Cultures. Bristol: Intellect. 2003, ISBN 1-84150-014-3.
- Mit Arnd Krüger (Hrsg.): Der internationale Arbeitersport: der Schlüssel zum Arbeitersport in 10 Ländern. Köln: Pahl-Rugenstein 1985, ISBN 3-7609-0933-7.
- Mit Arnd Krüger (Hrsg.): The international politics of sport in the twentieth century. London: Spon 1999, ISBN 0-419-21160-8.
- Mit Arnd Krüger (Hrsg.): The story of worker sport. Champaign, IL: Human Kinetics 1996, ISBN 0-87322-874-X.
- Sportmacht Sowjetunion. Bensheim: Päd-Extra 1980, ISBN 3-921450-77-2.
- (Hrsg.): Soviet youth culture. Basingstoke: Macmillan 1989, ISBN 0-333-46231-9.
- Soviet social reality in the mirror of glasnost. New York: St. Martins 1992, ISBN 0-333-56966-0.
- Kon, Igor; Riordan, James, Hrsg. (1993). Sex and Russian Society. Indiana University Press. ISBN 978-0-253-33201-1.
- James Riordan (ed.). Sport under Communism. Montreal: McGill-Queen's University Press, 1978, ISBN 0-7735-0505-9.
- Comrade Jim. The spy who played for Spartak. London: Fourth Estate 2008, ISBN 978-0-00-725114-8.